# عمارة فيدرالية

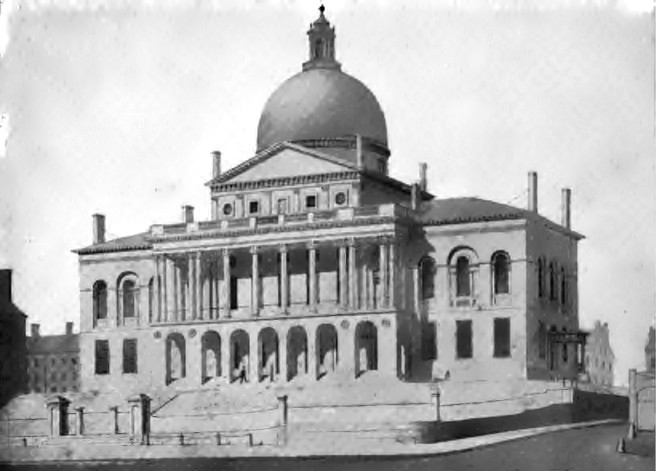
بيت ولاية ماساتشوستس، بوسطن، 1827. وهو نوذج عن العمارة الفيدرالية.

العمارة الفيدرالية أو العمارة الإتحادية (بالإنجليزية: Federal architecture) هو اسم طراز معماري يُطلق على الأبنية الكلاسيكية التي تم بناؤها في أمريكا الشمالية بين 1780 و 1830، وبخاصة في فترة 1785-1815.
يشير هذا النمط إلى عصره، وهو الفترة الفيدرالية في الولايات المتحدة (1789-1801). يتم استخدام اسم الأسلوب الفيدرالي أيضا للإشارة إلى تصميم الأثاث في الولايات المتحدة في نفس الفترة الزمنية.
ويتزامن هذا الطراز مع نمط بيدرماير في الأراضي الناطقة بالألمانية، وعمارة الريجنسي في المملكة المتحدة، بالإضافة إلى الطراز الإمبراطوري الفرنسي.